# Kostel svatého Štěpána Menšího
Kostel svatého Štěpána Menšího  v Praze na Starém Městě se nacházel u západní hradby a příkopů Starého města pražského. Dnes na jeho místě stojí dům čp. 315 v ulici Karoliny Světlé.

## Jméno
Tento kostel byl pojmenován po svatém Štěpánovi a nazýván kostel sv. Štěpána Menšího, aby se odlišil od mnohem většího kostela sv. Štěpána na Novém Městě. Býval též nazýván sv. Štěpán ve zdi. Protože poblíž chrámu stávala od roku 1438 Rečkova kolej, pro kterou se zde sloužily bohoslužby, říkalo se mu i kaple Řečkovy koleje či kaple chudých studentů.

## Historie
Tento kostel byl vybudován ve 13. století. Měl čtvercový půdorys, vedle něj stála zvonice a kolem něho byl hřbitov. Od roku 1524 v něm sídlili pauláni, kteří se poté přestěhovali do nedalekého kostela sv. Salvátora. Tento chrám roku 1590 vyhořel, následující rok byl obnoven. 1593 byl na jeho strop vymalován erb donátora rekonstrukce Jakuba Granovského z Granova. Duchovní správu tohoto kostela vykonávali a tamní matriky vedli kněží z kostela sv. Jiljí na Starém Městě. V roce 1789 byl kostel v rámci josefinských reforem uzavřen, prodán a zbořen.

## Interiér
Tento kostel míval pět oltářů. Hlavní oltář sv. Štěpána pocházel od Jana Jakuba Quirina Jahna.